# Guy-Marie Deplace
Pour les articles homonymes, voir Deplace.
Guy-Marie Deplace, né le 20 juillet 1772 à Roanne et mort le 16 juillet 1843 à Lyon, est un professeur, publiciste et écrivain français. Il collabora notamment avec Joseph de Maistre.

## Famille
Guy-Marie Deplace (nom exact figurant sur son acte de baptême et son acte de décès) est le fils de Claude Deplace (1747-1823), marchand à Roanne, père de vingt-trois enfants et de Jacqueline Brissat (1751-1823). Son père Claude Deplace, né à Roanne le 21 janvier 1747, était le fils de Jean-Baptiste Deplace (1713-1771), marchand à Roanne, originaire de Chauffailles en Saône-et-Loire où il était né le 3 mai 1713, fils de Claude Deplace, cordier à Chauffailles et de Jacqueline Jolivet. Jean-Baptiste Deplace s'était installé comme commerçant à Roanne à la suite de son mariage en 1741 avec Claudine Robert, originaire de cette ville.
Guy-Marie Deplace épouse le 30 floréal an VII (19 mai 1799) à Roanne, Sophie Tamisier, née le 22 juillet 1773 à Roanne et qui y décèdera le 12 avril 1860, fille de Joseph Tamisier (1732-1801), lieutenant criminel au bailliage de Roanne, dont il eut cinq enfants.

## Biographie
Après des études au collège de Roanne, à la Révolution, il fut envoyé comme militaire à la frontière. Rendu à la vie civile, il fut d'abord commerçant comme son père mais il n'y trouva pas plus d'intérêt que pour la vie militaire et entama une carrière de professeur à Lyon
Il collabora au "Bulletin de Lyon" et à la "Gazette universelle de Lyon".
Catholique et royaliste, il vécut dans l'intimité du duc Mathieu de Montmorency-Laval qui résidait à Lyon avant 1813. 
Il édita quelques ouvrages de Joseph de Maistre dont il fut le correspondant et sans que ceux-ci ne se soient jamais rencontrés.
Il défendit les Martyrs de Châteaubriant, publia un opuscule de la persécution de l'Église sous Buonaparte, et prit souvent la plume en faveur de la Religion et des idées monarchiques. Depuis 1830, il resta entièrement à l'écart.
Joseph de Maistre le reconnaissait comme le coauteur de son ouvrage Du Pape.  Il lui écrivait le 19 décembre 1819: « On ne saurait rien ajouter, monsieur, à la sagesse de toutes les observations que vous m'avez adressées, et j'y ai fait droit d'une manière qui a dû vous satisfaire, car toutes ont obtenu des efforts qui ont produit des améliorations sensibles sur chaque point. [...] En vérité l'ouvrage est à vous autant qu'à moi, et je vous dois tout, puisque sans vous jamais il n'aurait vu le jour, du moins à son honneur ».

## Œuvres
Il est l'auteur de  :
- Examen de la nouvelle critique des "Martyrs", insérée dans le "Journal de l'Empire: Lyon : impr. de Ballanche , 1810.
- Observations grammaticales sur quelques articles du Dictionnaire du mauvais langage corrigé, Lyon 1810.
- De la persécution de l’Église sous Bonaparte Lyon 1814.
- Apologie des catholiques qui ont refusé de prier pour Bonaparte comme empereur des Français. Édition : Lyon : impr. de J.-M. Barret , 1815.

Il contribua à plusieurs ouvrages d'autres auteurs notamment Du Pape de Joseph de Maistre.

## Pour approfondir